# Horný Jelenec
Horný Jelenec – dawniej samodzielna osada, obecnie część miejscowości Staré Hory w kraju bańskobystrzyckim, w powiecie Bańska Bystrzyca na Słowacji. Znajduje się u wylotu Hornojelenskiej doliny do Starohorskiej Doliny, pomiędzy Wielką Fatrą a Starohorskimi Wierchami. Jest to bardzo niewielka osada, ma jednak znaczenie turystyczne, zaczynają się w niej bowiem szlaki turystyki pieszej i rowerowej oraz schronisko turystyczne Chata Jelenec. Przez osadę przepływa Starohorský potok i uchodzący do niego potok Rybie. 
Przez Horný Jelenec przebiega droga krajowa nr 59.
W skałach nad Starohorskim potokiem znajduje się pomnik upamiętniający bohaterów słowackiego powstania narodowego, a po przeciwnej stronie potoku Rybie leśniczówka Jelenec.  

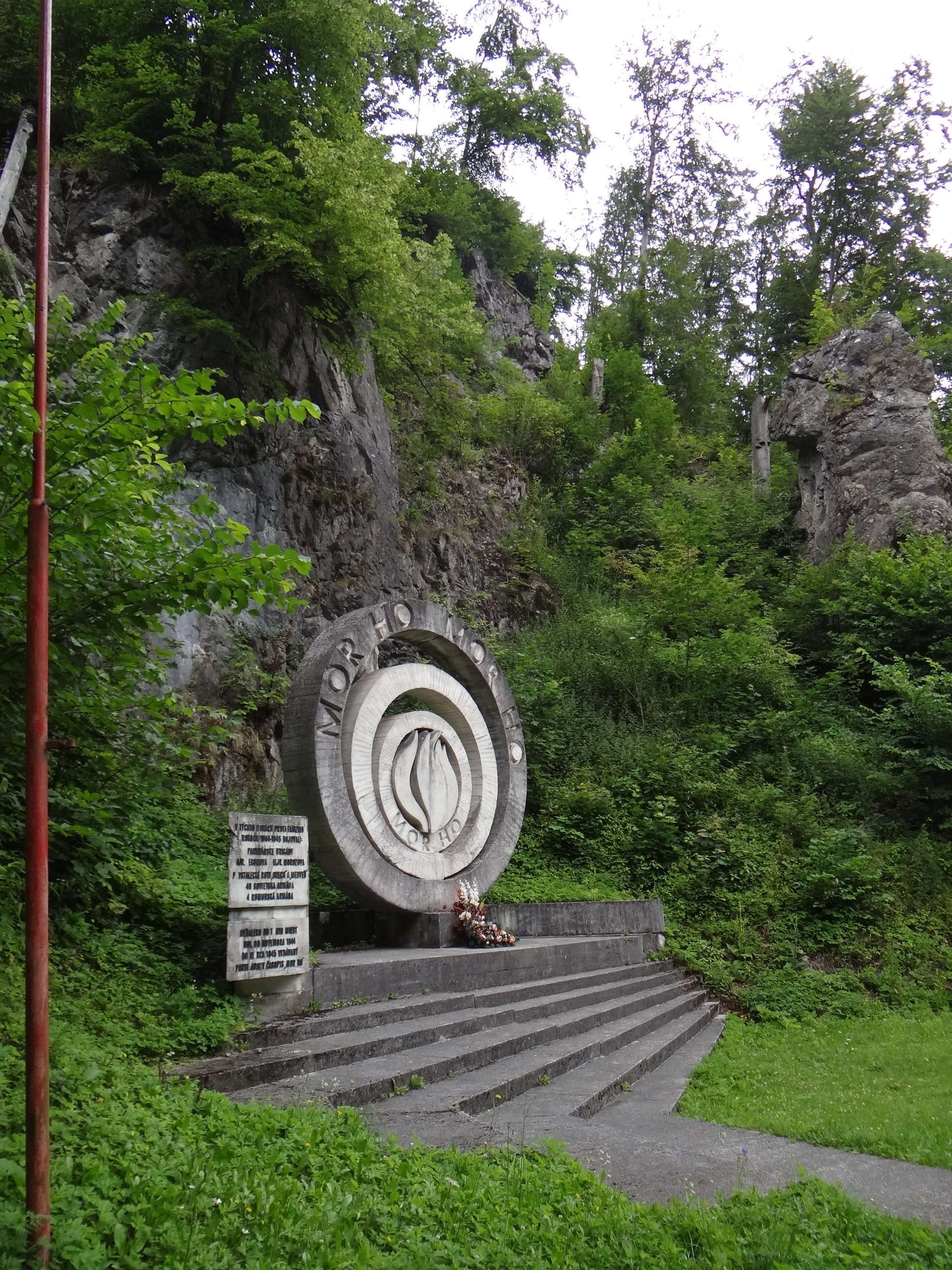
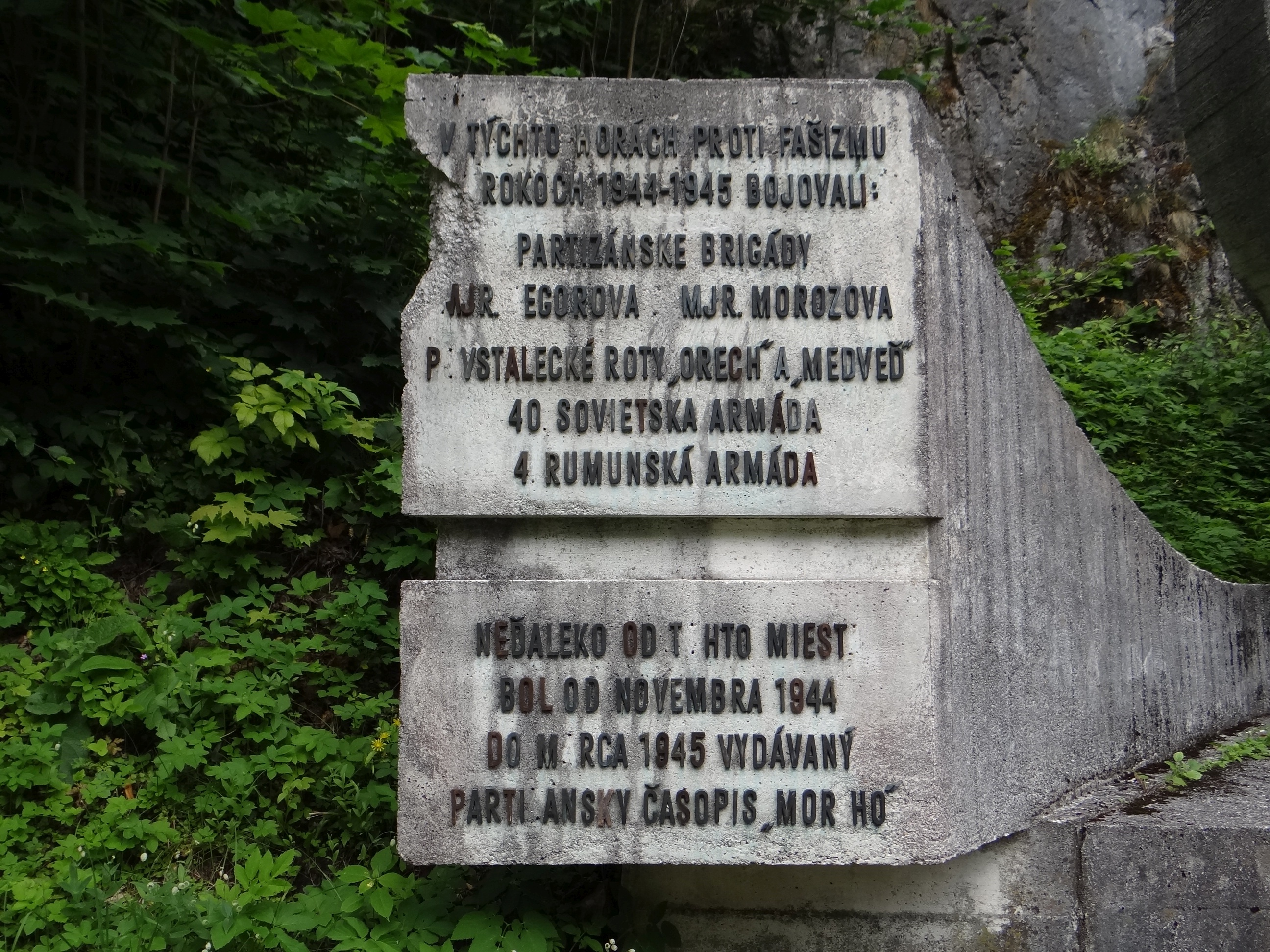
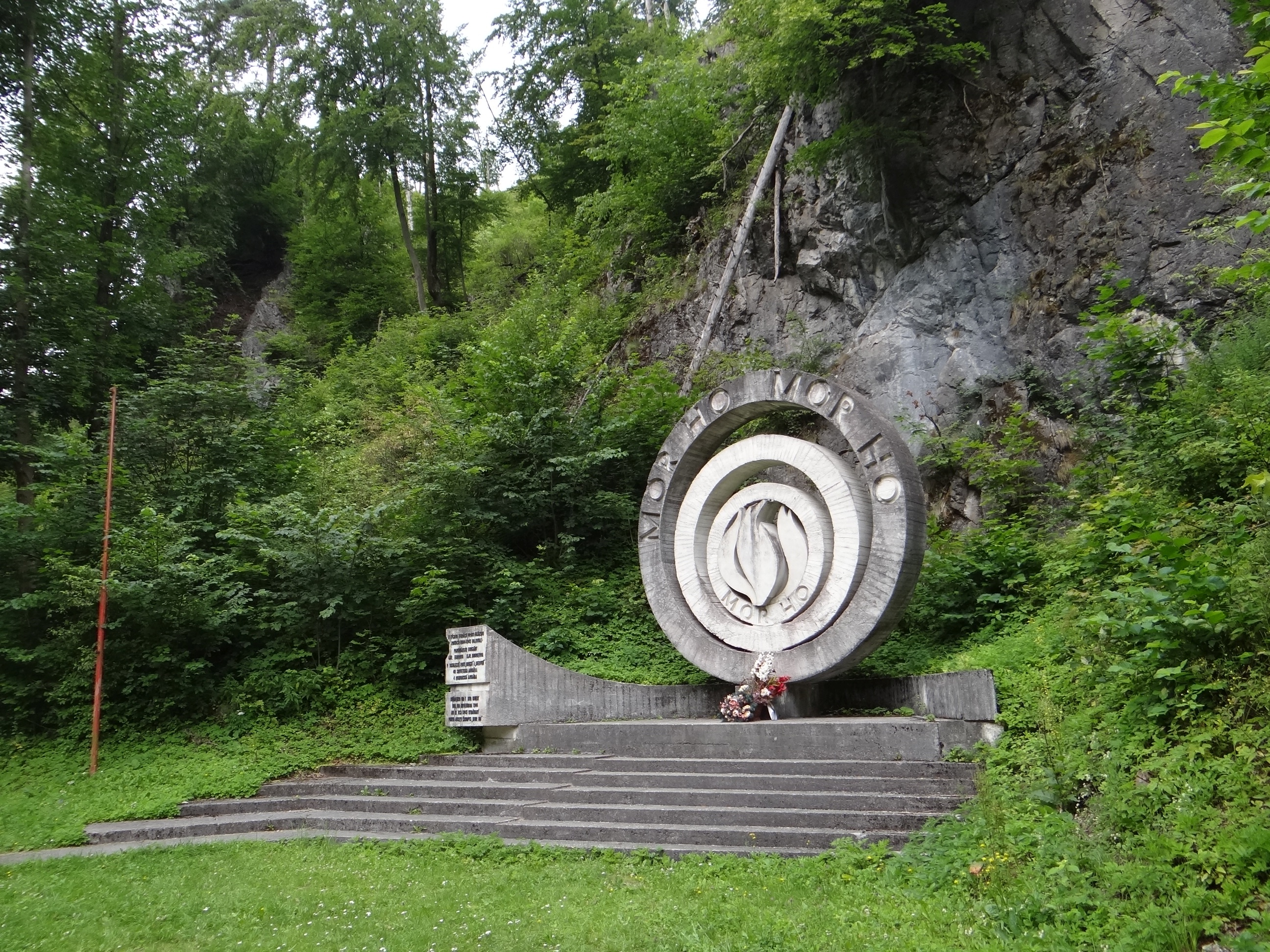
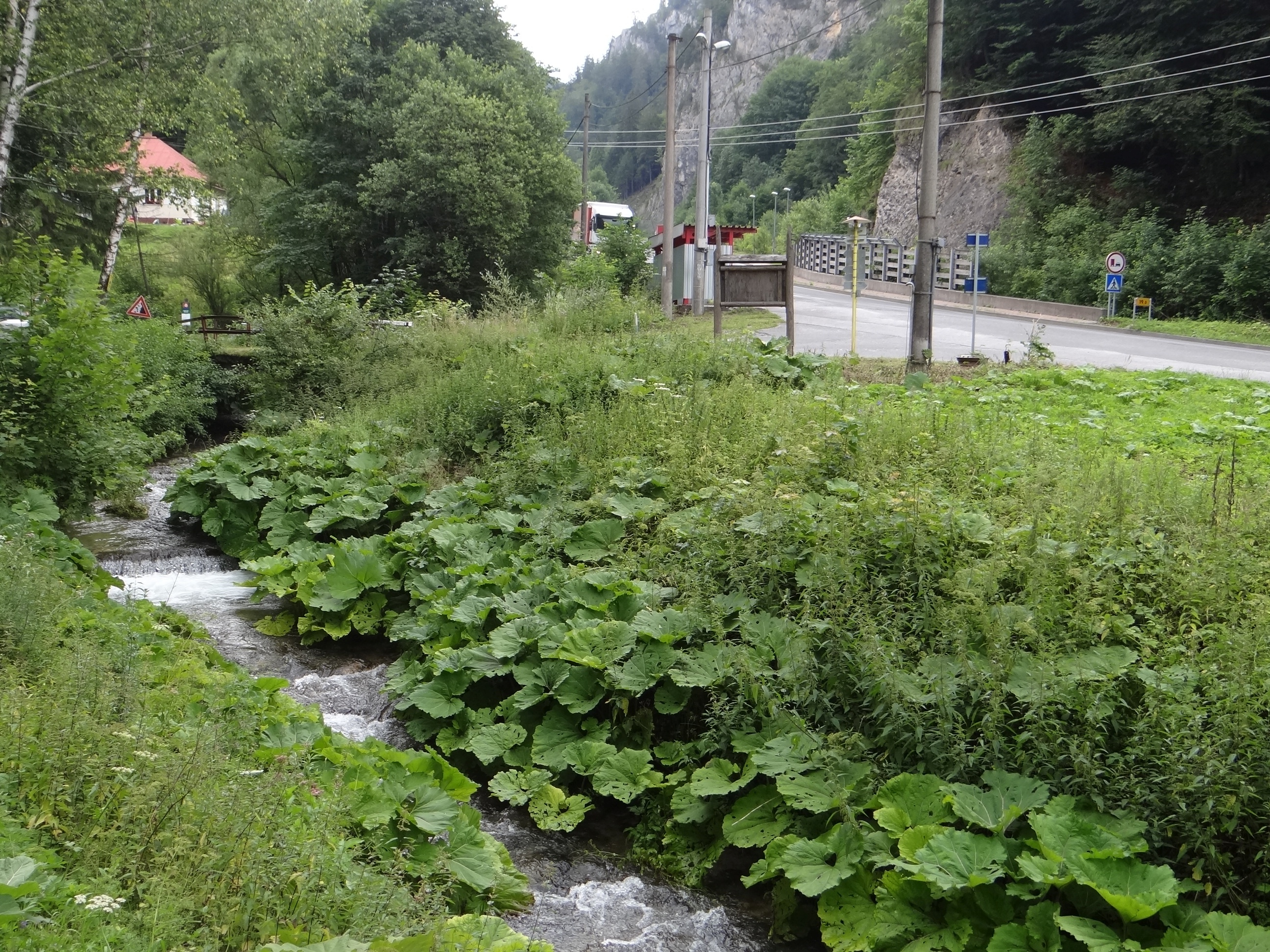

## Szlaki turystyczne
Dolný Jelenec – Horný Jelenec – Valentová – Rybô – Kohútová – Majerova skala –  Dolný Jelenec. Ścieżka ma długość 9,5 km i 14 przystanków z planszami dydaktycznymi
   Horný Jelenec – Hornojelenská dolina – Valentová – Vychodné Prašnické sedlo – leśniczówka Hajabačka w Suchej dolinie. Suma podejść 400 m, odległość 5,4 km, czas przejścia 1,55 h, 1,40 h